# Сити-оф-Челмсфорд
Сити-оф-Челмсфорд (англ. City of Chelmsford) — неметрополитенский район (англ. non-metropolitan district) со статусом сити в графстве Эссекс (Англия). Административный центр — город Челмсфорд.

## География
Район расположен в центральной части графства Эссекс.

## История
Район был образован 1 апреля 1974 года, в него вошли округ (боро) Челмсфорд и сельский район Челмсфорд. 1 июня 2012 года в честь Бриллиантового юбилея Елизаветы II району был пожалован статус «сити».

## Состав
В состав района входит 2 города:
- Саут-Вудем-Феррерс
- Челмсфорд

и 26 общин (англ. civil parish).